# Minous trachycephalus
Minous trachycephalus är en fiskart som först beskrevs av Bleeker, 1854.  Minous trachycephalus ingår i släktet Minous och familjen Synanceiidae. Inga underarter finns listade i Catalogue of Life.